# Pichela

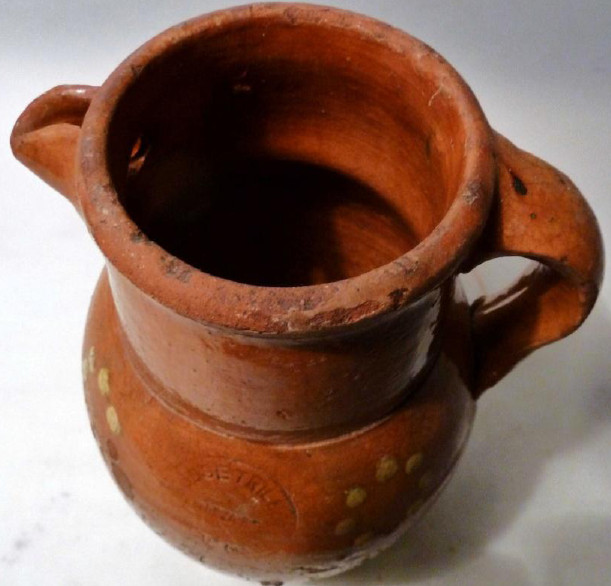
Jarra de vino o 'pichela' altoaragonesa de Naval (Huesca, España), totalmente barnizada y con pico vertedor -sobrepuesto en el exterior de la pared de la vasija- que comunica con el interior por un orificio circular". Altura: 17,50 cm.

Pichella, pichela, pitxella o picher, es una vasija para servir y medir el vino, con una capacidad aproximada de medio litro. Morfológicamente es una jarra con pico vertedor pronunciado y un asa.

## Etimología
La Real Academia Española propone pichel como origen del término y sitúa su uso lingüístico en Aragón, documentado desde los siglos XV y XVI. Siguiendo esa pauta el Diccionario Enciclopédico Abreviado lo clasifica en la rama de la metrología, y anota en la entrada de pichel su procedencia del latín «picarium» y «bicarium», y a su vez del griego pɪtʃə. Si bien la Academia da como precedente inmediato la voz provenzal pichier, que en catalán genera pitxer, y todos ellos haciendo referencia a un tipo de jarra metálica o cerámica.
Es un término muy extendido en el léxico de trabajo de la alfarería aragonesa, catalana y valenciana,. con variantes tanto en su morfología (pichela, pichila,) como en la tipología de objetos a los que hace referencia. María Moliner la describió como "aragonesismo" derivado de pichel, y definida como «jarro de medio litro empleado para medir el vino».

## Tipología
Más allá de tan controvertida y variada etimología, y a partir de modelos de la herencia mozárabe de la cerámica andalusí, se ha rastreado etnográficamente la producción de estas jarras en los focos alfareros prepirenaicos más orientales de la provincia de Huesca, como los de Bandaliés, Benabarre y Naval, y con terminología propia en Cataluña y el País Valenciano. Aunque los numerosos recipientes dedicados a sacar el vino de las cubas y servirlo difieren según países y regiones, la pichela altoaragonesa es una jarra parcial o totalmente barnizada, con "un pico vertedor sobrepuesto externamente en la pared de la vasija que comunica con el interior por un orificio circular y que se contrapone al asa".
En cuanto a su utilidad como recipiente de medida, en Pont de Suert, el centro catalán más próximo a Aragón, llegaron a fabricarse hasta cinco tamaños (desde 0,5; 1; 1,5; 2 y 3 litros), siendo las más grandes hechas por encargo para las cofradías. También se han localizado en Aragón jarros "de medio cántaro oscense de capacidad" similares a la pichela. Algunos investigadores sitúan su origen en la obra de los alarifes moriscos de Muel.

### El modelo mozárabe

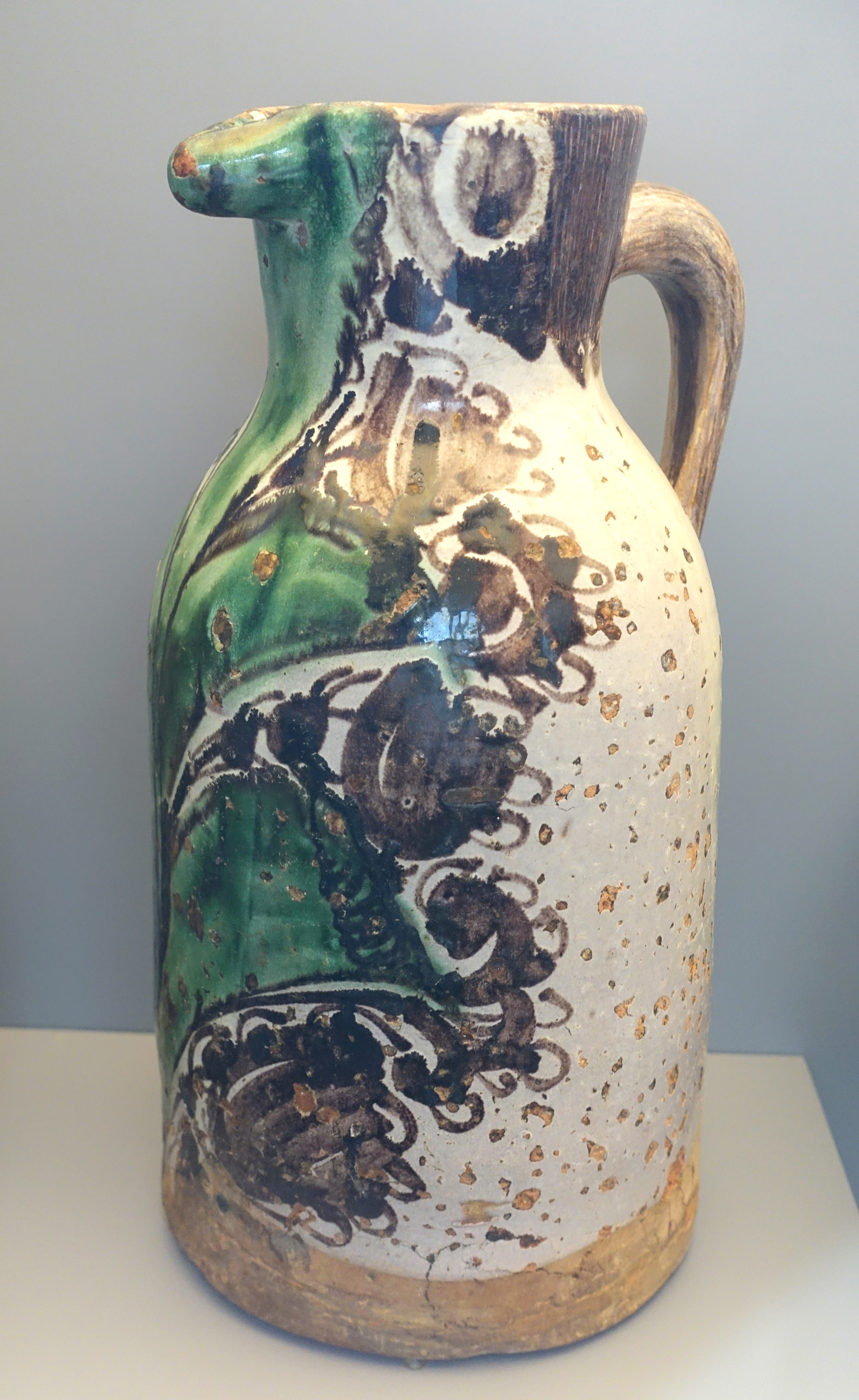
Pieza de cerámica turolense del siglo XV. Museo Nacional de Artes Decorativas (Madrid, España).
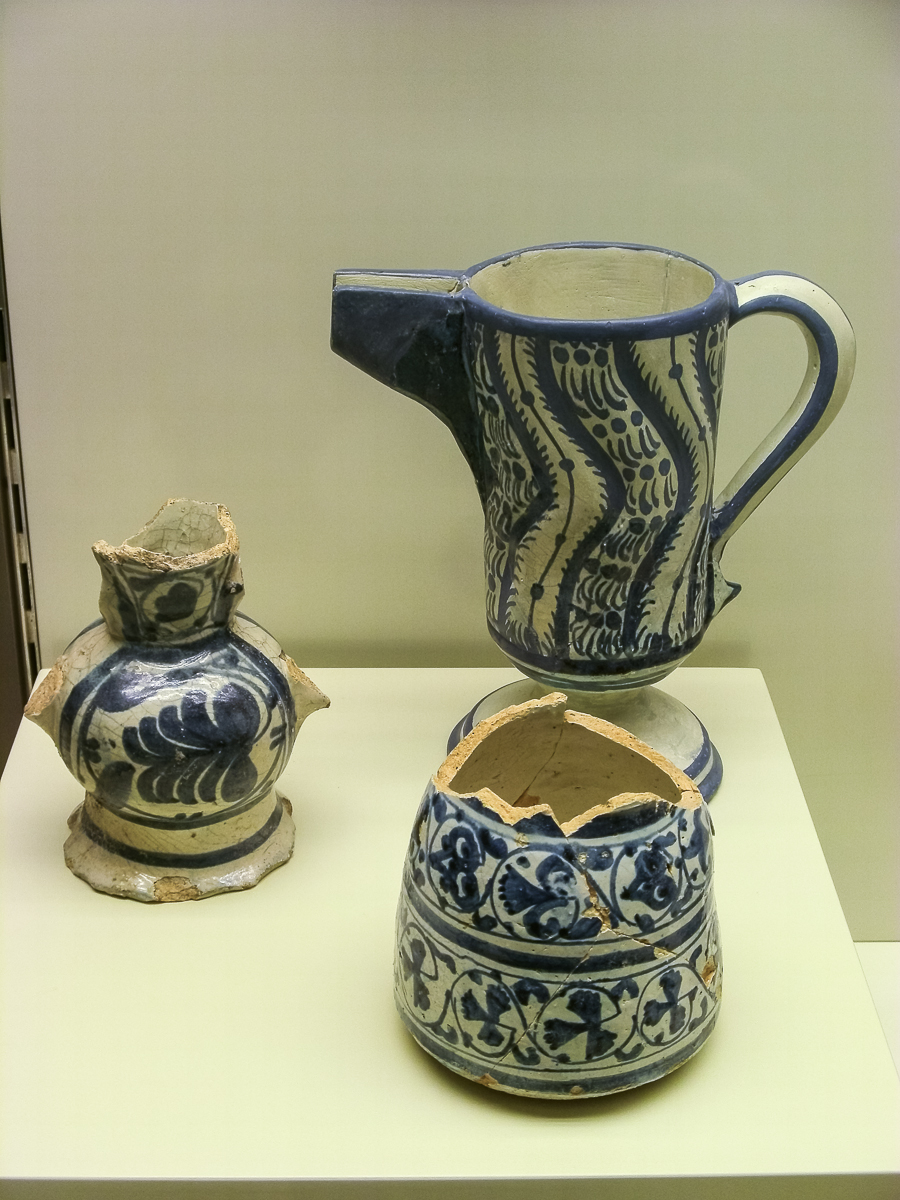
Otro precedente de la pichela, entre otras piezas decoradas en azul (siglos XIII al XV). Museo de Teruel (España).
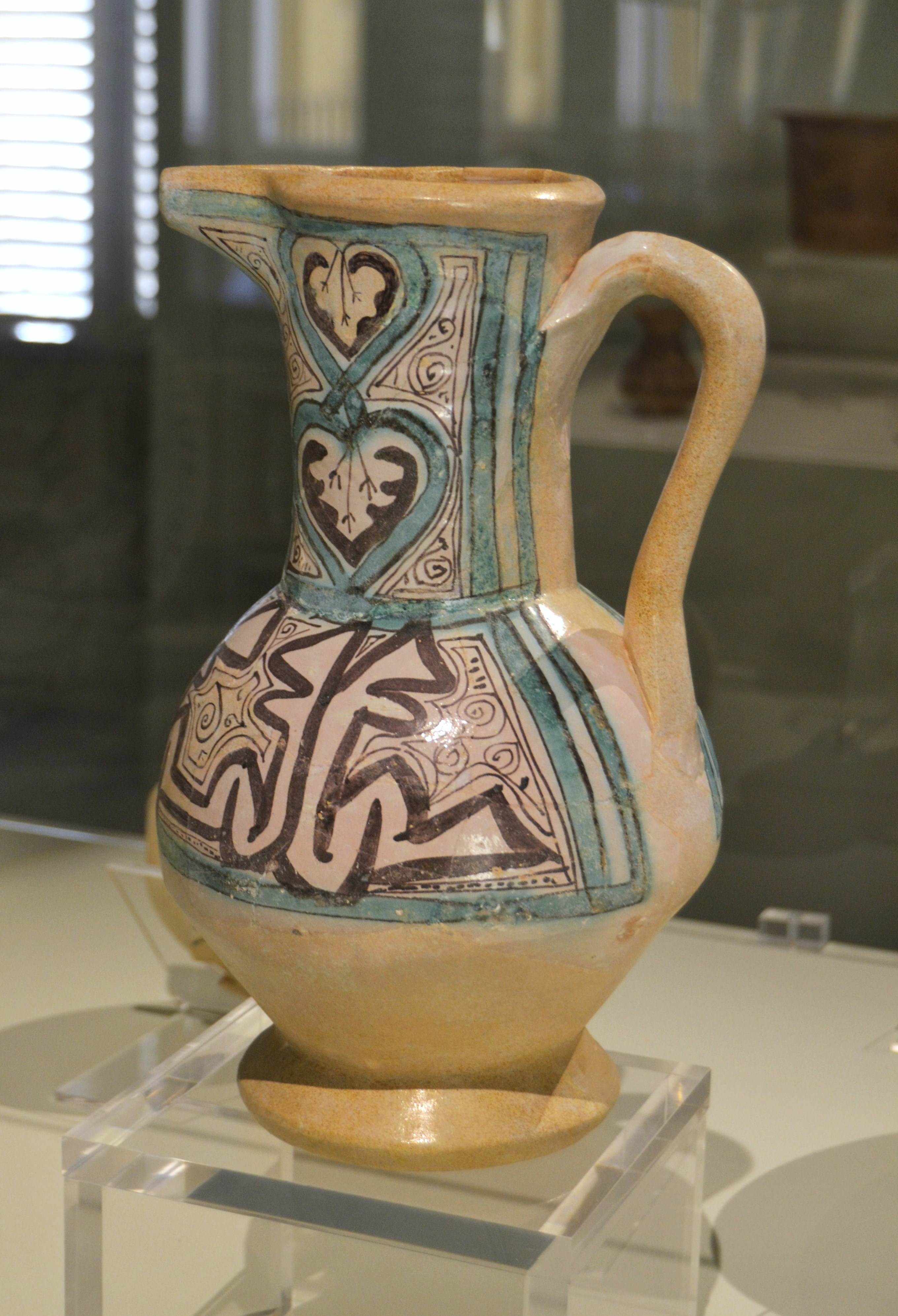
Precedente tipológico de la alfarería mozárabe; pitxer datado en la primera mitad del siglo XIV.
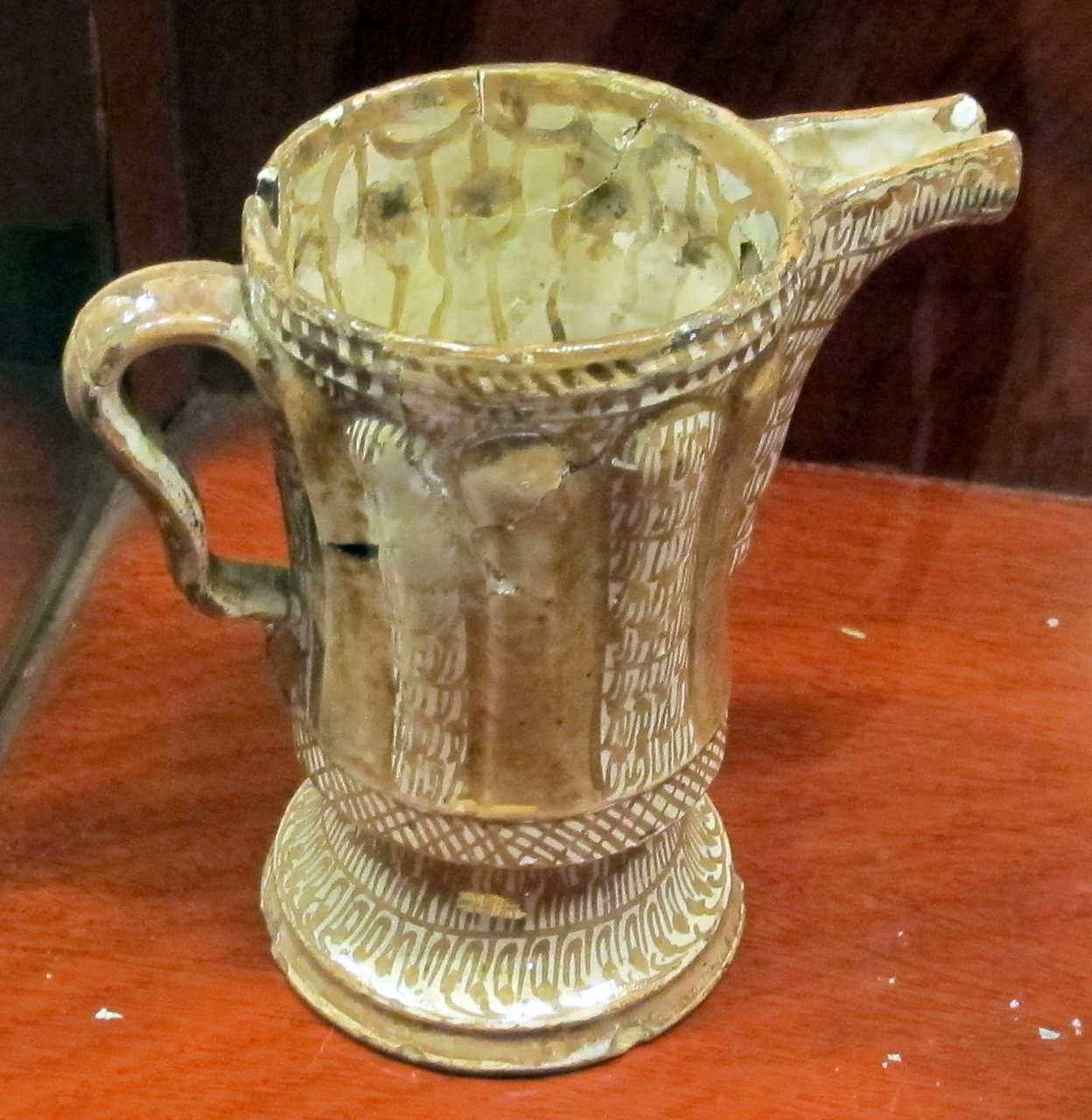
Jarra de reflejo dorado de Manises (1465-1525). Hispanic Society of America.

Puede adivinarse en algunos de estos ejemplos el pico con "orificio por el que sale el líquido".

## En la literatura y la pintura
Ya a finales del siglo XVI, Diego de Guadix, en su Recopilación de algunos nombres arábigos describe el 'pichel' como «...una cierta suerte de vaso o jarra que tiene engaçada en sí otra peçezuela que le vale y sirue de cobertera o tapador, que de ordinario es de estaño. Consta de bi, que en arábigo significa “con”, y de quel, que significa “poco”, assí que todo junto, biquel significa “con poco”, como si dixéremos, vaso o jarro con poco licor, combiene a saber, con sólo lo que se saca de la cuba o tinaja para lo que es menester que se a de gastar en una comida, y corrompido dizen pichel.»
También el actor, autor y empresario teatral Lope de Rueda, utiliza el término cuando describe a un tipo enjaretado «en esas narices de pichel flamenco», evocando el pronunciado pico de estas jarras, que en los Países Bajos y el conjunto de la Europa Central y las islas británicas podían estar fabricadas en metal, como se muestra en muchos bodegones flamencos, desde Brueghel el Viejo y la pintura de género, hasta las más sofisticadas naturalezas muertas de Luis Egidio Meléndez o Jean Siméon Chardin.